# 鈴木繁治
鈴木 繁治（すずき しげじ、1956年2月23日、 - ）は、日本の会計検査院官僚。会計検査院事務総長、駐ルクセンブルク特命全権大使などを歴任。

## 人物・経歴
神奈川県出身。聖光学院高等学校を経て、1978年東京大学法学部卒業、会計検査院事務総局入局。防衛検査第2課、ウィスコンシン大学経営大学院留学、調査課国際係長を経て、外務省ニューヨーク総領事館領事(会計検査院の在外公館勤務第一号)、会計検査院事務総長官房審議官、会計検査院事務総局第1局長、2014年会計検査院事務総局次長。2015年会計検査院事務総長。2016年から駐ルクセンブルク特命全権大使を務めた。2020年辞職。

## 略歴
- 1978年4月  会計検査院採用
- 1987年4月  在ニューヨーク日本国総領事館領事
- 1994年7月  第1局大蔵検査課決算管理官
- 1995年4月  事務総長官房上席審議室調査官付企画官（第1局担当）
- 1996年4月  第2局監理課長
- 1996年9月  会計検査院長秘書官
- 1999年12月  第5局監理課長
- 1999年12月  第3局建設検査第2課長
- 2001年1月  第3局国土交通検査第3課長
- 2001年12月  第1局租税検査第1課長
- 2002年12月  第1局財務検査課長
- 2006年4月  事務総長官房人事課長
- 2009年4月  事務総長官房審議官（第5局担当）
- 2010年12月  事務総長官房審議官（事務総長官房担当）
- 2011年3月   第1局長
- 2014年4月  会計検査院事務総局次長
- 2015年4月  会計検査院事務総長
- 2016年  辞職